# Hurrikan Hilary (2011)
Der Hurrikan Hilary war ein Pazifik-Hurrikan. Der achte Sturm, siebte Hurrikan, und der vierte große Hurrikan der Pazifischen Hurrikansaison 2011, Hilary ist ein Kategorie-4-Hurrikan auf der Saffir-Simpson-Hurrikan-Windskala. Seine Regenbänder haben in weiten Teilen von Mexiko Überschwemmungen verursacht.

## Sturmverlauf

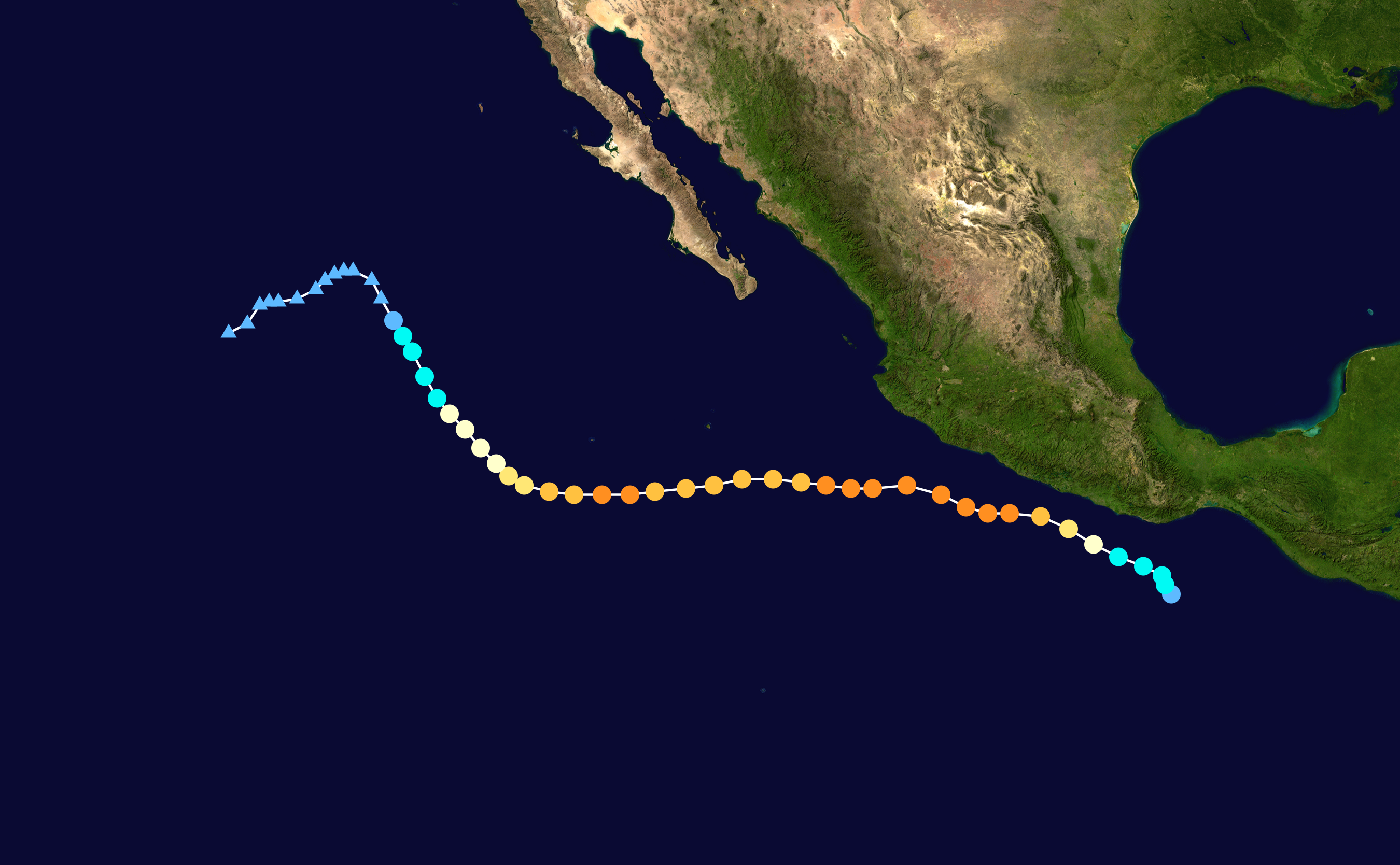
Zugbahn

Die Ursprünge des Hurrikans Hilary gehen zurück auf eine Fläche von gestörtem Wetter, das sich in der Nähe von Zentralamerika gebildet hatte. Am 19. September begann die damit verbundene Gewitteraktivität Anzeichen einer Organisation zu zeigen. Nach Radardaten hatte die Störung eine hinreichend organisierte Struktur gewonnen, um als tropisches Tiefdruckgebiet am 21. September im Golf von Tehuantepec klassifiziert zu werden. Durch ein günstiges oberes Luft-Regime sagte das Nationale Hurrikan Center voraus, dass das System innerhalb von zwei Tagen Hurrikan-Status erreichen würde. Das Tiefdruckgebiet erreichte am selben Tag noch Sturmböen, was zu einer Aktualisierung zum tropischen Sturm führte. Es bekam den Namen Hilary.
Als Hilary weiter an Stärke gewann und ein Auge entwickelte, wurde es zum Hurrikan heraufgestuft. Hilary entwickelte schnell einen wohldefinierten inneren Kern, umgeben von tiefer Konvektion. Der Orkan kam anschließend in eine Phase der raschen Intensivierung; Hilary erreichte Kategorie-2-Intensität auf der Saffir-Simpson-Hurrikan-Windskala innerhalb von wenigen Stunden. Hilary erreichte schnell den schweren Hurrikan-Status, so wurde er in einen Kategorie-4-Sturm aktualisiert, denn Satellitenaufnahmen zeigten ein deutliches Auge durch extreme Gewitter-Aktivität umgeben. Der Sturm erreichte eine maximale Windgeschwindigkeit von 230 km/h und einen minimalen Luftdruck von 942 hPa. Nach seinem Höhepunkt schwächte sich der Sturm auf 205 km/h ab und war schließlich in der Kategorie 3 herabgestuft. Am späten Nachmittag des 26. September hatte sich Hilary aber kurz in einen Kategorie-4-Hurrikan verstärkt, mit einer Windgeschwindigkeit von 215 km/h. Bevor er sich 6 Stunden später wieder zu einem Hurrikan der Kategorie 3 abschwächte. Der Hurrikan schwächte sich immer weiter ab, bis er am 30. September nur noch ein tropisches Tiefdruckgebiet war und sich später auflöste.